# Jižní Tipperary

Jižní Tipperary

Jižní Tipperary (irsky Tiobraid Árann Theas, anglicky South Tipperary) je část irského hrabství Tipperary nacházející se na jihu země v bývalé provincii Munster.
Hlavním městem Jižní Tipperary a Clonmel. Rozloha činí 2257 km² a žije v něm 88 433 obyvatel (2011). Mezi zajímavá místa v hrabství patří hrady Rock of Cashel a Cahir a hory Galtee Mountains.
Bývalá dvoupísmenná zkratka Severní Tipperary, používaná na SPZ do roku 2013, byla TS. V současnosti používá celé hrabství Tipperary zkratku T.